# Rainbow Bridge National Monument
Die Rainbow Bridge [ˈreɪnbəʊ brɪdʒ] (deutsch Regenbogenbrücke) befindet sich in einem Seitencanyon des Lake Powell in Utah, ca. 13 km nördlich der Grenze zu Arizona. Sie ist die größte natürliche Steinbrücke der Welt mit einer Spannweite von 82 m und einer Höhe von 88 m. Ihr Bogen ist an seiner höchsten Stelle 10 m breit und 12 m dick. Die Rainbow Bridge wurde im Mai 1910 von Präsident William Taft mit einer Presidential Proclamation zum National Monument erklärt. Es wird vom National Park Service (NPS) betreut. Es liegt nahe dem Glen Canyon National Recreation Area und dem Lake Powell.
Der Brückenbogen besteht im oberen Teil aus Navajo-Sandstein und am Fuß aus Kayenta-Sandstein. Er entstand, als das Wasser eines Flusslaufs die dünne Wand zur anderen Seite eines Mäanders durchbrach und im Laufe der Zeit die riesige Öffnung formte.
Die Rainbow Bridge ist ein Heiligtum der Navajo-Indianer, die sie Nonnezoshi (Navajo: „versteinerter Regenbogen“) nennen. Nach einer Legende retteten sich einige Navajo vor einer Flut durch die Brücke, die die einzige Öffnung zwischen der einstigen Vorwelt und der Welt von heute darstellt. Deshalb bittet der NPS seit 1995 darum, auf dem Weg zu bleiben und die Brücke nur von einem Aussichtsbereich zu betrachten, anstatt sich der Rainbow Bridge zu nähern oder hindurchzugehen.
Die Rainbow Bridge ist nicht durch Straßen erschlossen. Besucher kommen in der Regel auf dem Wasserweg zu einer Anlegestelle und laufen weiter zu Fuß (je nach Wasserstand ca. 2 km). Ganztägige Ausflüge mit Tourbooten (ca. 80 Fluss-Kilometer) werden von Häfen nahe Page, Arizona angeboten. Mit Genehmigung der Navajo-Nation kann man die Brücke auch auf zwei unterschiedlichen jeweils mehrtägigen Wanderwegen durch anstrengendes Gelände im Wüstenklima erreichen.